# 明愛白英奇專業學校

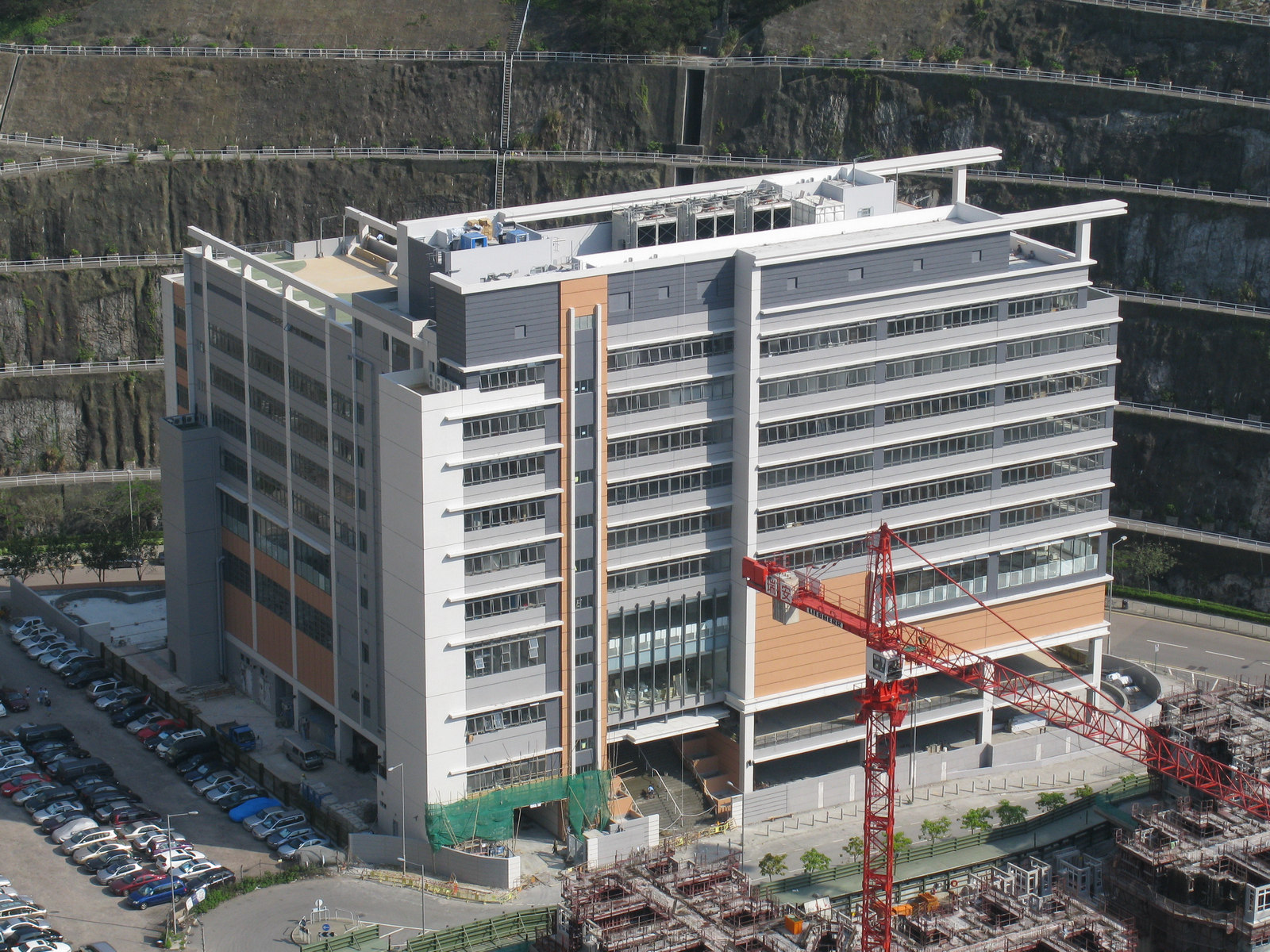
未開放的明愛白英奇專業學校調景嶺校舍（2009年5月）

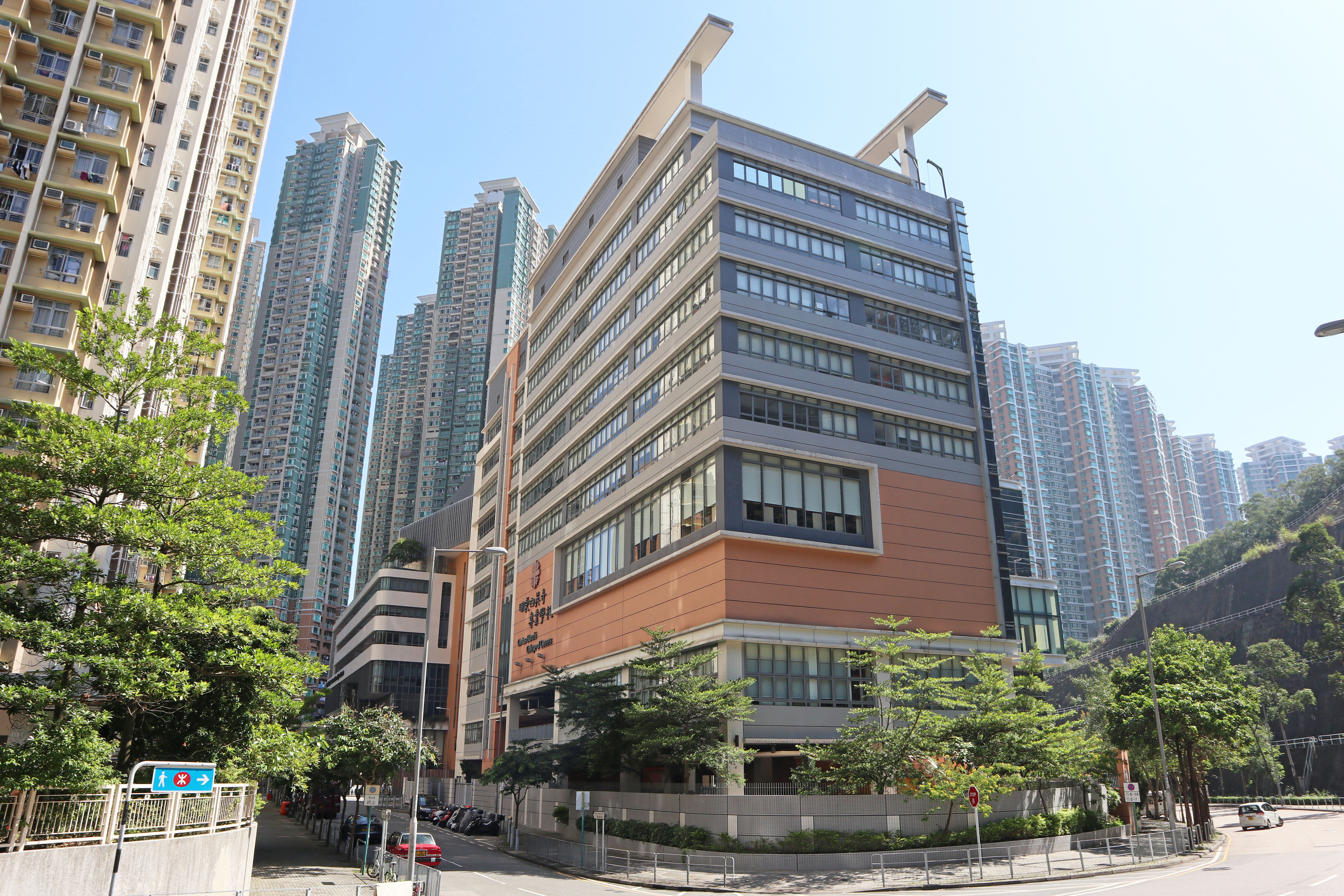
明愛白英奇專業學校與聖方濟各大學調景嶺校舍外觀，左方為善明邨

明愛白英奇專業學校（英語：Caritas Bianchi College of Careers，CBCC）創立於1971年，在香港開辦商業、設計及旅遊等文憑課程已有三十多年的經驗，致力為中六畢業生提供多元化的專業進修機會。明愛白英奇專業學校設有三大學系，分別是「商務及款待管理」、「設計」和「健康科學」學系，多年來致力為同學們提供文憑、BTEC英國高級國家文憑、專業文憑、高級文憑及副學士課程。展望將來，學校將致力發展成為一所有質素的社區學院，積極開辦多元化的副學位課程，為學生提供更多升學途徑，並為他們提供專業培訓，為將來就業奠下穩固基礎。

## 校政管理
歷任校監
- 石慧嫻 女士[2]
- 1992年至？：楊鳴章 主教[3]
- 黃鑾堅 先生[4]

歷任校長
- 歐陽劉拱璧 女士[2]
- 彭凌小蓮 女士[5][6]
- 2007年至2016年：關清平 先生[7][8]
- 2017年至今：麥建華 先生[9][10]

## 校訓
自強不息
我並不以為我已經奪得，我只顧一件事：即忘盡我背後的，只向在我前面的奔馳，為達到目標，為爭取天主在基督耶穌內召我向上爭奪的獎品。《斐》3:13–14

## 歷史

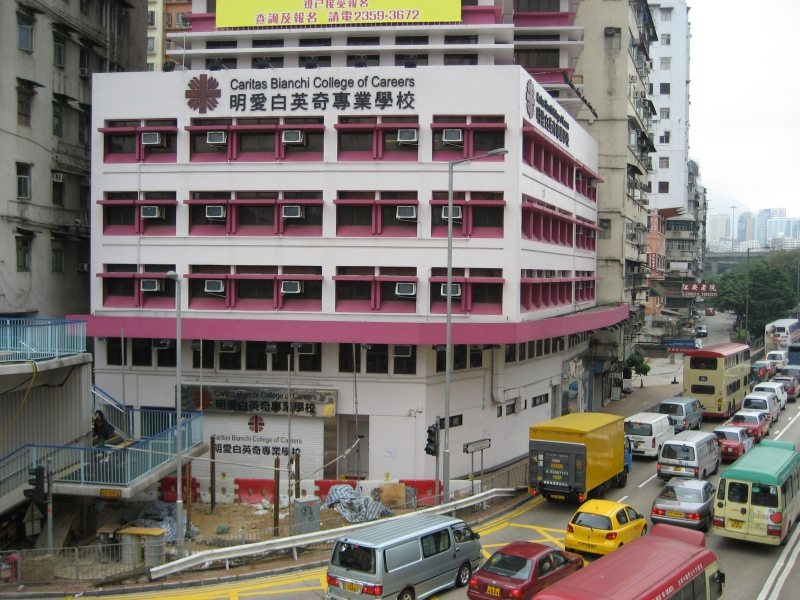
明愛白英奇專業學校紅磡漆咸道北270-274號華懋紅磡商業中心原舊校舍（已關閉）

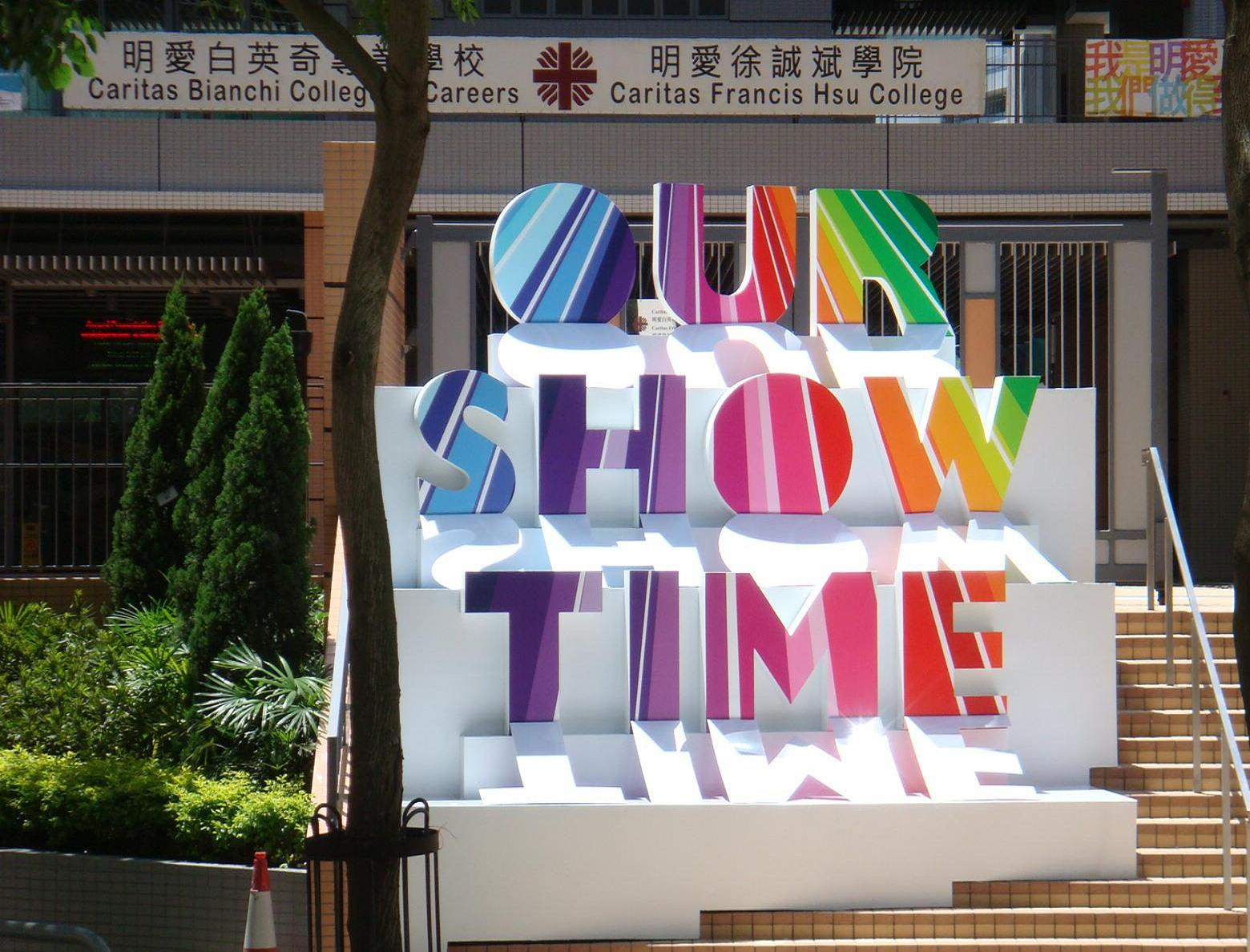
Our show time 牌坊

1971年，明愛白英奇專業學校創校，定名為「白英奇主教專業學校」，開辦會計、設計、旅遊及酒店等多個證書及文憑課程。當時的校址設於薄扶林道108號，即薄扶林村對面。1970年代中至末遷址油麻地石壁道，且改行兩年制。直至1997年，該校成為首間香港註冊院校，獲英國工商教育委員會（Business & Technology Education Council [BTEC]）批准開辦兩年制之BTEC英國高級國家文憑課程及其基礎課程。2001年通過香港學術及職業資歷評審局（前身為香港學術評審局）甄審，開辦兩項獲政府認可、具「雙重學歷資格」的副學士學位課程。同年成為英國工商教育委員會的海外註冊中心，開設多項BTEC英國高級證書及文憑課程。
及後於2002年，校方增辦三項設計學副學士學位課程，主修科目包括時裝設計、平面設計及室內建築。2003年起，此校向地鐵公司租用廸生數碼世界棄租的部分九龍站樓面作新校舍。2004年開始開辦不同的「職業導向課程」，為中四至中五學生提供時裝設計、室內空間設計、餐飲服務、旅遊及旅遊業服務的專業培訓。同年與香港公開大學合辦一年制學位銜接課程─管理學工商管理學士學位課程。2005年再與香港公開大學合作，合辦一年制學位銜接課程─酒店及旅遊管理學士學位課程。在香港特區政府支持下，明愛白英奇專業學校在2006年成為香港首間獲政府撥出將軍澳調景嶺用地作為興建新校舍之用的民辦院校。2007年更與英國（the University of Huddersfield）合辦款待管理、時裝設計、平面設計及室內設計榮譽學士學位銜接課程。
2008年，明愛白英奇專業學校與明愛徐誠斌學院結盟，為教區興辦天主教大學的宏願奠下基石。翌年，即2009年，樓高10層、佔地約16,400平方米及配備先進教學設施的將軍澳新校區順利落成。學校繼而於2010年新增健康科學學系，並籌備開辦配藥學高級文憑課程。2012年開辦配藥高級文憑，是院校首個理科學系。
2025年7月，聖方濟各大學和明愛白英奇專業學校聯合發布消息，擬將後者變成方大其中一所成員院校，相關學術部門將會重新整合，申請有待香港學術及職業資歷評審局批核，另外本校的油麻地原址其中一層將移交康復服務作發展用途。

## 學術部門
- 商務及款待管理學系 （页面存档备份，存于）
- 設計學系 （页面存档备份，存于）
- 通識教育及語文學系 （页面存档备份，存于）
- 健康科學系 （页面存档备份，存于）

## 開辦課程
學院所開辦的課程列表如下：
兩年制副學士學位課程
- 商務學副學士

兩年制高級文憑課程
- 電影與媒體製作高級文憑
- 健康護理高級文憑
- 款待管理學高級文憑
- 人本服務高級文憑
- 配藥高級文憑
- 音樂研習高級文憑
- 翻譯科技與現代語言高級文憑

一年制專業文憑/文憑課程
- 物業管理專業文憑
- 專上教育基礎文憑（全日制/兼讀制）

### 主要教職員
校長
- 麥建華博士

副校長
- 陳文浩先生（資源及財務）
- 羅仲時博士（學術及質素保證）
- 梁詩明女士（行政）及秘書長
- 王富利教授（研究及拓展）

行政部門
- 財務及物業處：陳文浩先生
- 秘書處處長：梁詩明女士
- 註冊處處長：李君慧女士
- 學生事務長：陳棨年先生

商務及款待管理學系署理系主任：
- 吳鈞強博士

設計學系系主任：
- 林仲強先生

健康科學系系主任：
- 陳磊石教授

## 校園設施
明愛白英奇專業學校設有多項教學及非教學設施。部分課室及設施與聖方濟各大學共用。
其他教學設施
- 2間多用途學習課室
- 5間導修室
- 5間教學用電腦室
- 1間素描/視覺傳意工作室
- 4間設計工作室
- 2間繪圖室
- 1間電視拍攝工作
- 1間黑房及設備房
- 1間曬圖室/實習室
- 1間電子/手動編織工作室
- 1間縫紉室
- 1間縫紉及編織實習室
- 1間剪裁室
- 2間實習廚房
- 1間實習餐廳及酒吧
- 1間酒店前堂模擬室
- 1間房務示範教學室
- 4間護理實習室

其他非教學設施
- 圖書館

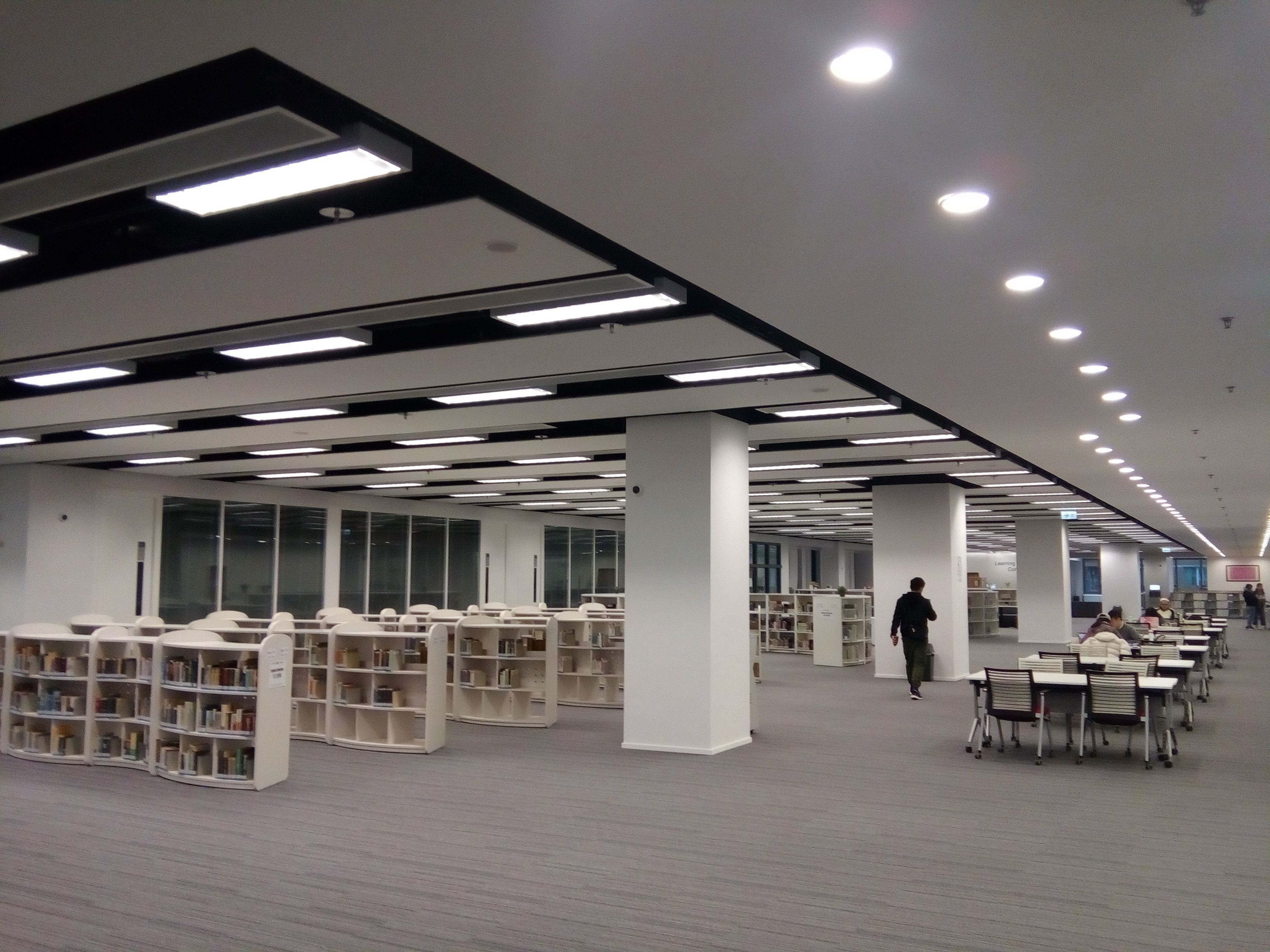
調景嶺校舍圖書館

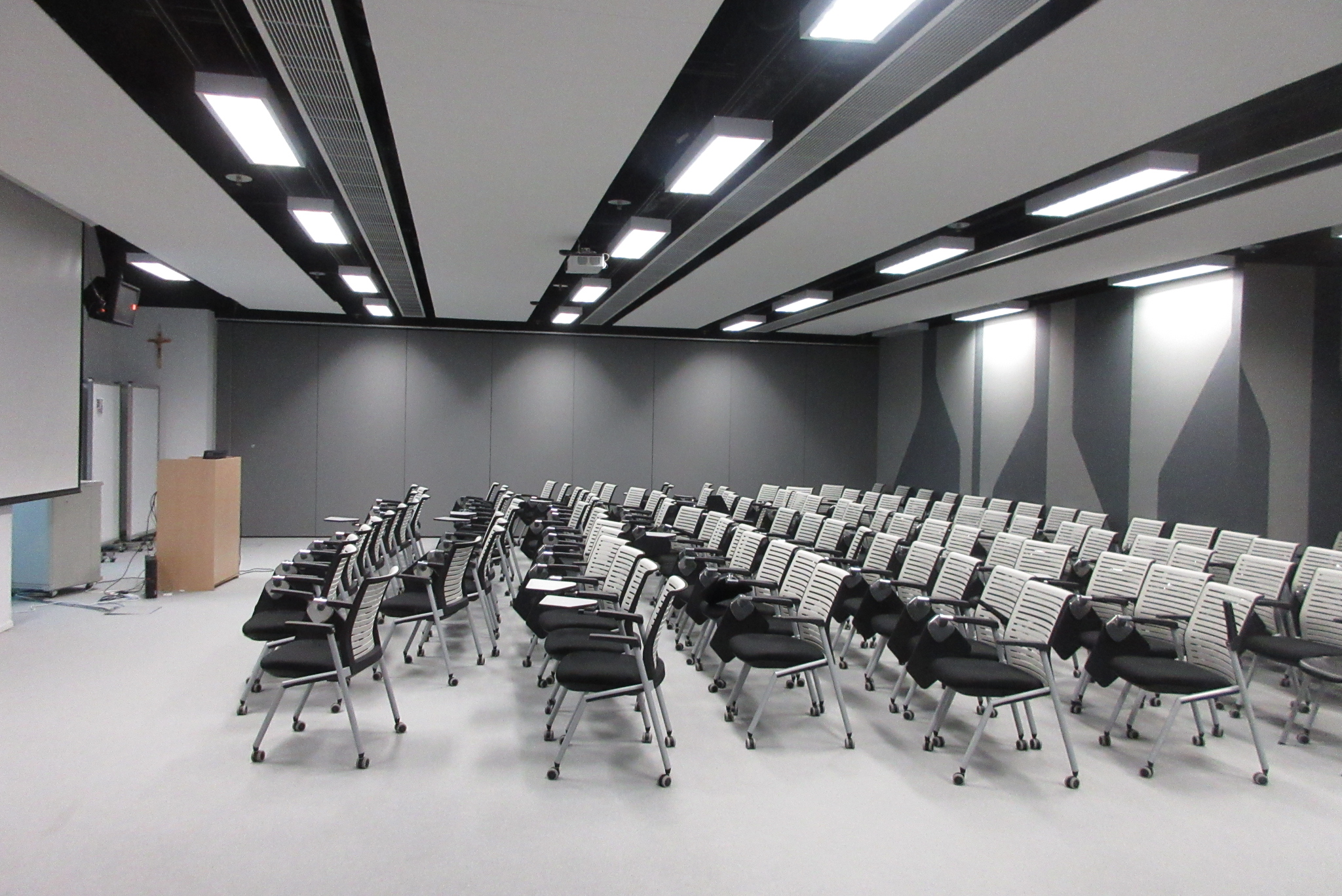
調景嶺校舍演講廳

- 語言中心（設置語言自學資料，學生使用英文、中文（普通話及粵語）、日語等各方面、不同程度的自學教材。）
- 資訊科技服務中心
- 多功能體育中心
- 學生休息室
- 祈禱室

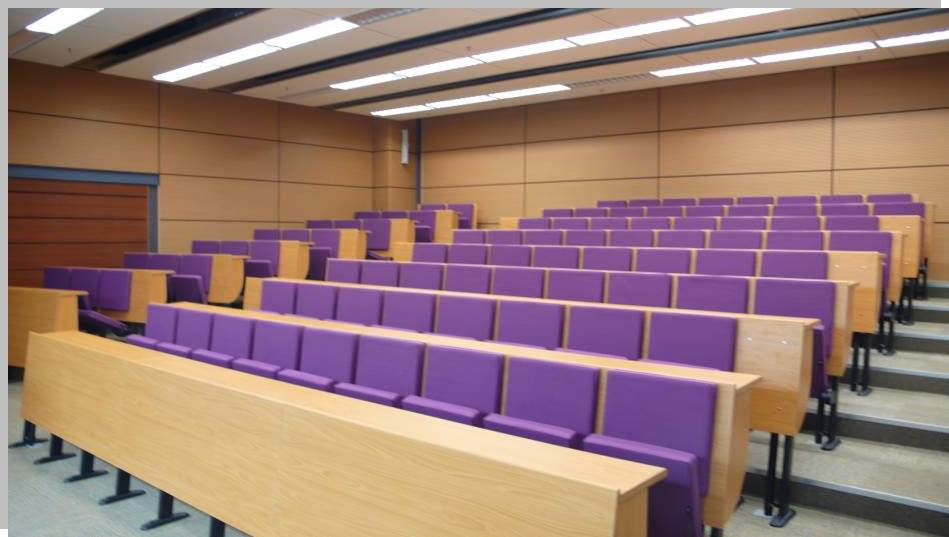
CBCC演講廳
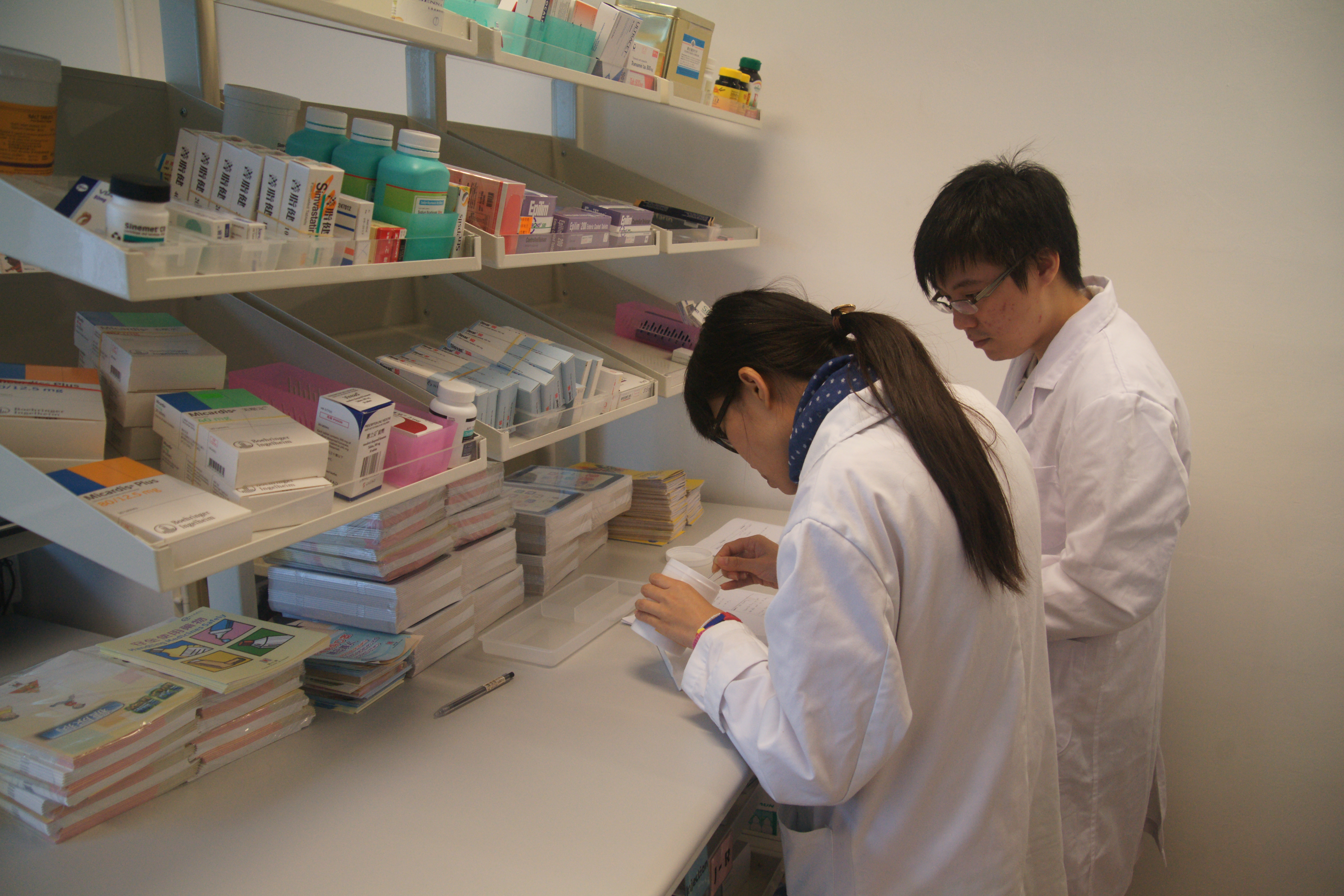
配藥實驗室
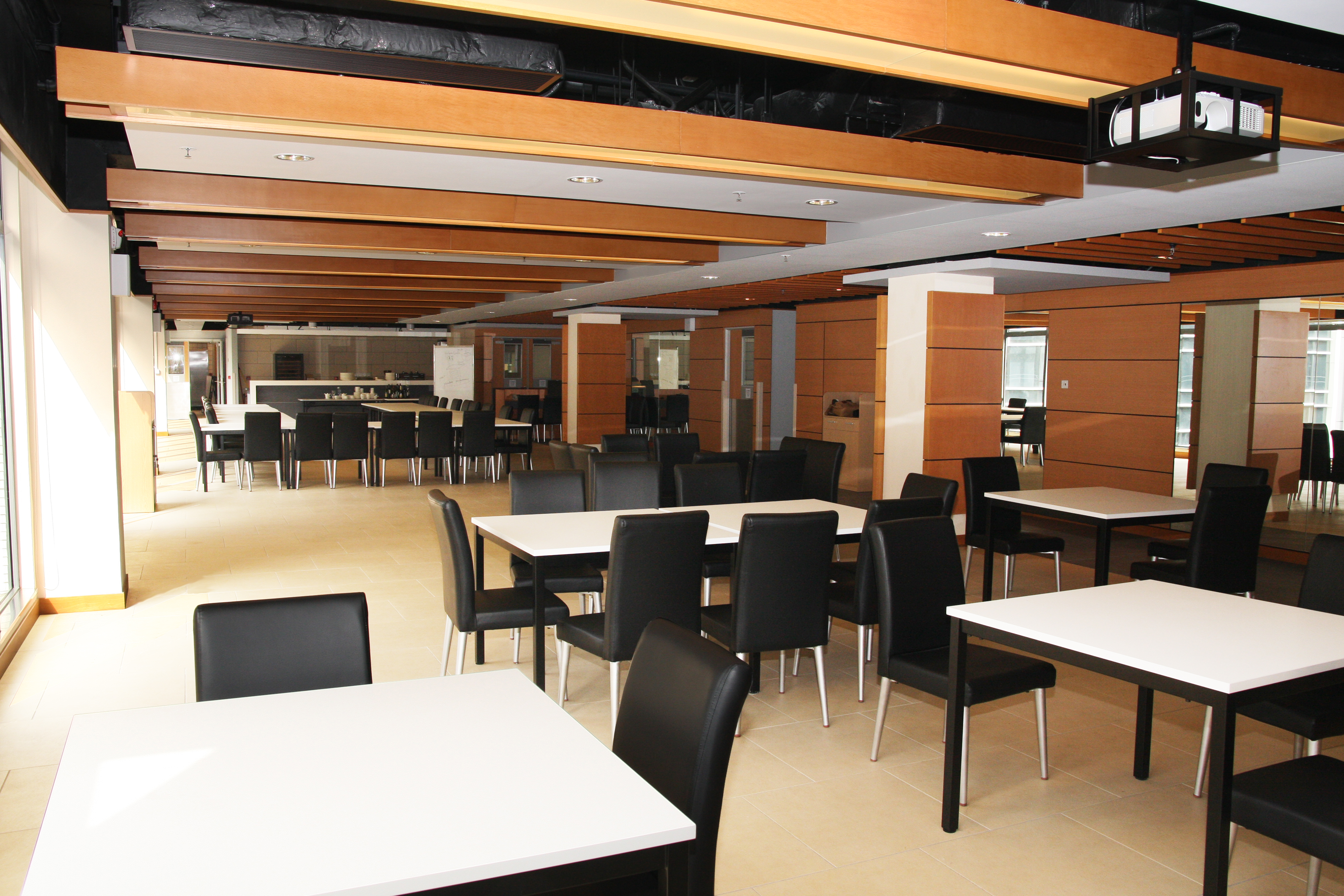
實習餐廳及酒吧
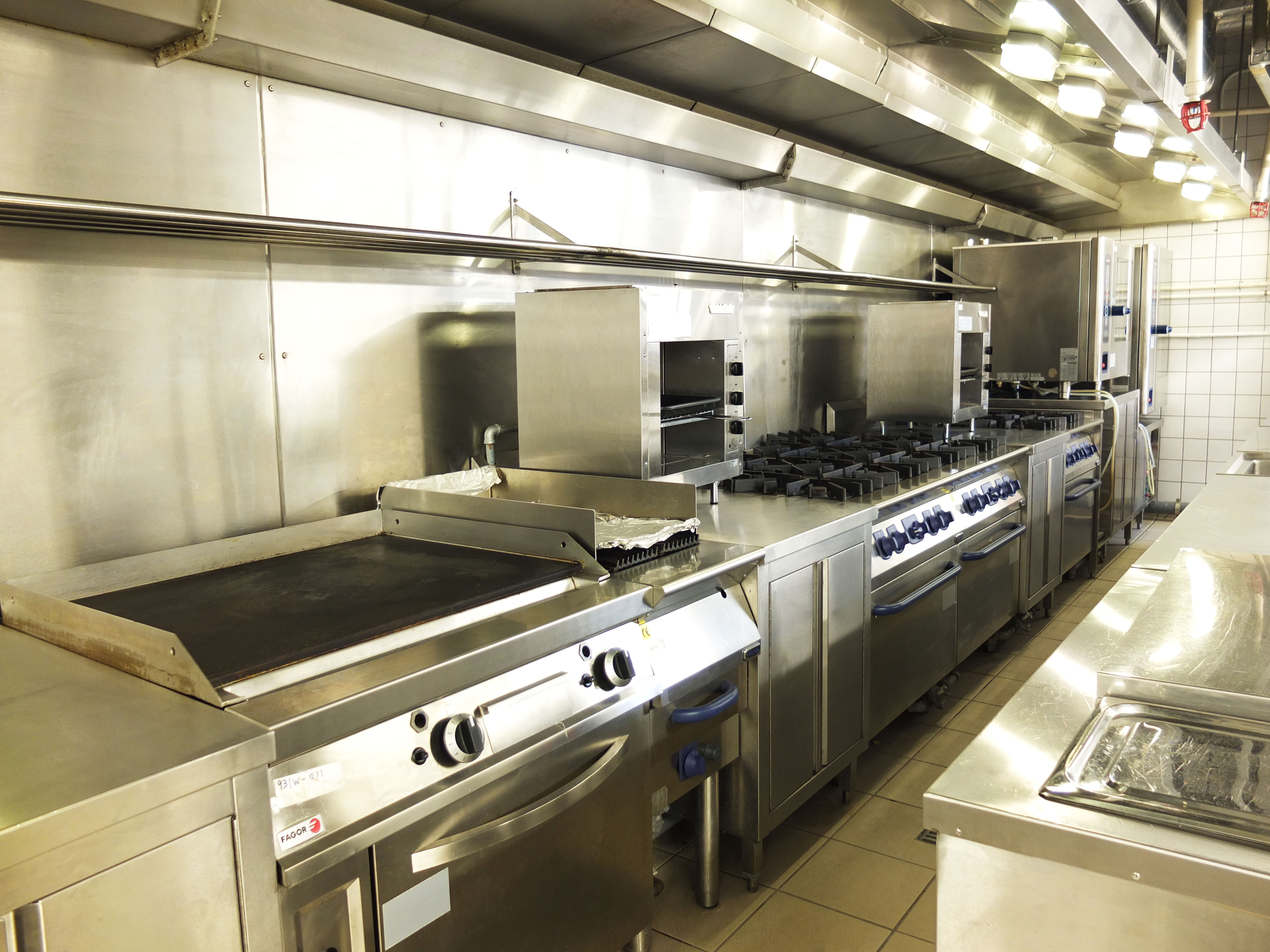
位於9樓的實習廚房
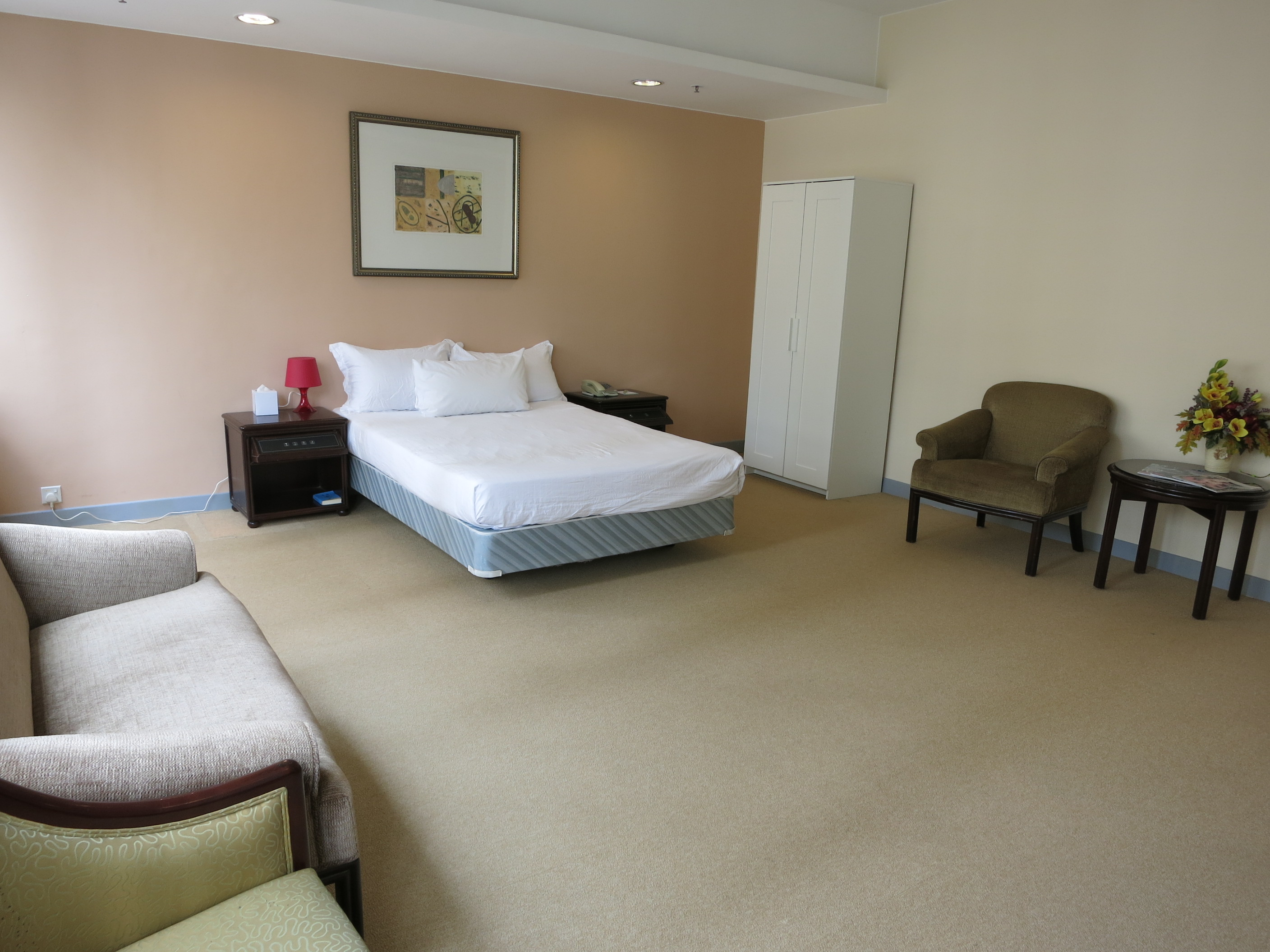
房務示範教學室
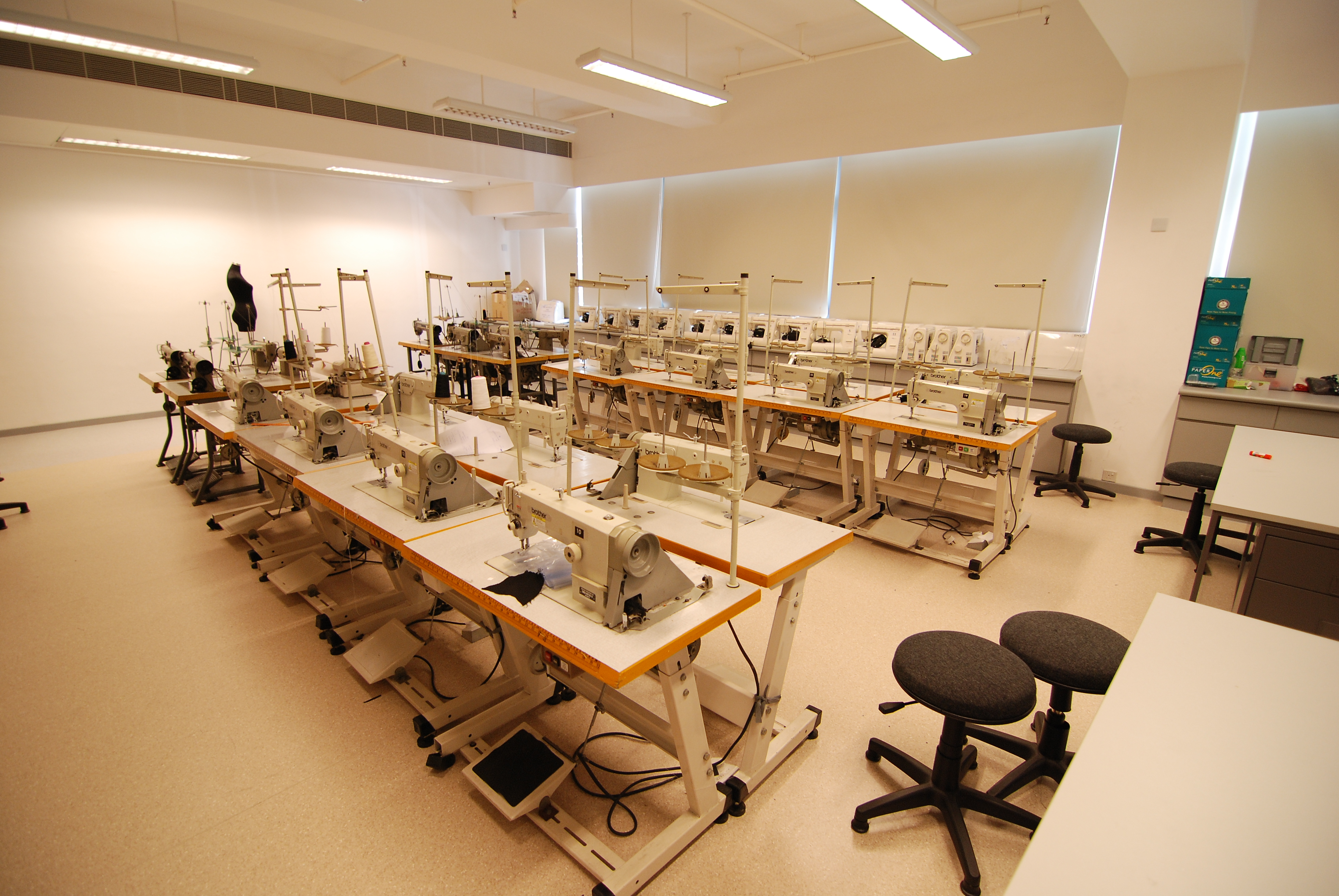
縫紉室供設計系學生使用
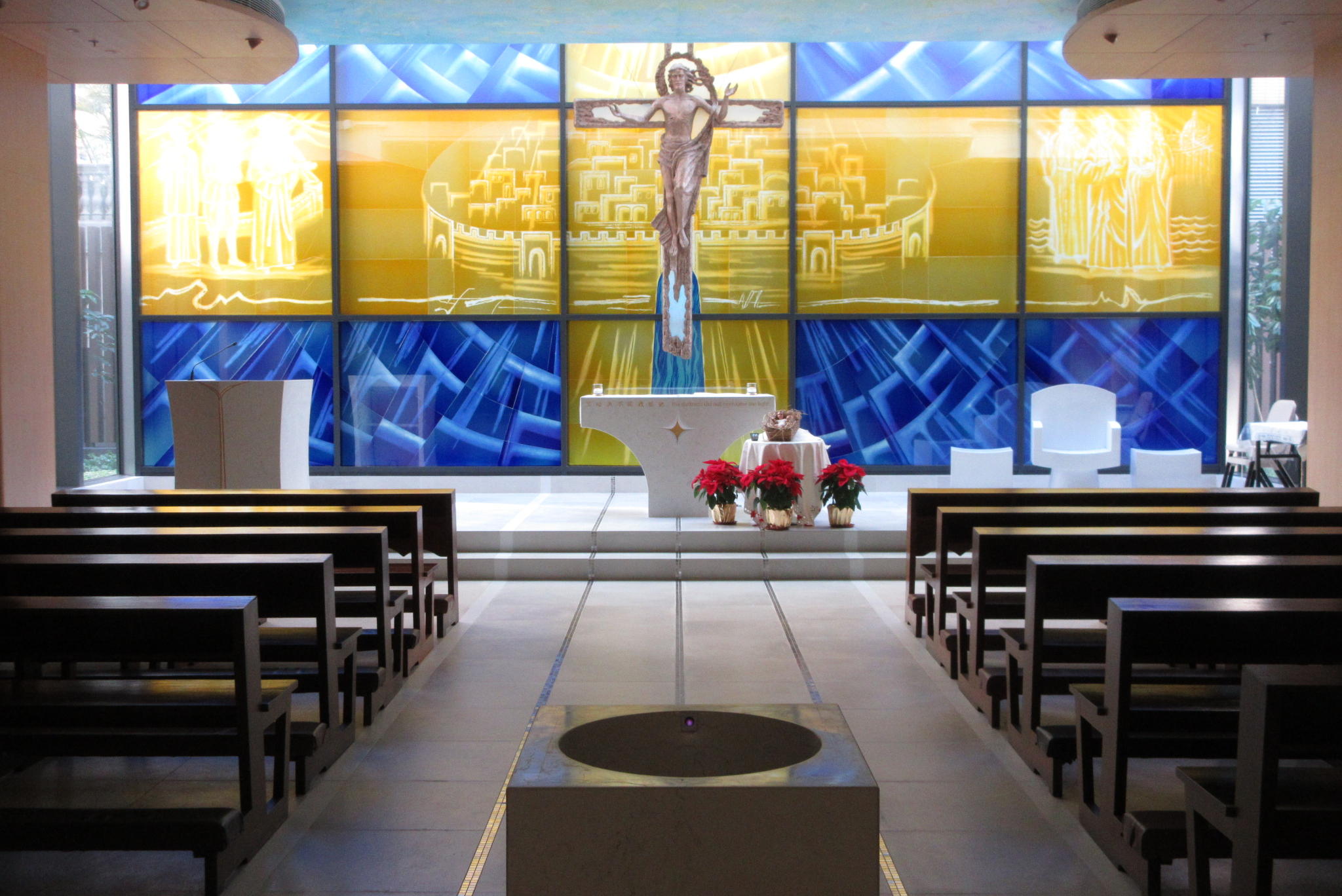
小聖堂

## 著名/傑出校友
- 夏永康：香港攝影師，導演及平面設計師
- 葛民輝：香港男演員、電台/電視主持人、歌手及導演
- 林海峰：香港男歌手、電台/電視主持人及演員
- 任達華：香港男演員
- 顧沛然：香港作家、畫家及平面設計師
- 黃台仰：香港本土派人士、本土民主前線召集人
- 孫儀凌：香港女演員
- 王信明：產品設計師
- 黃文慧：香港女演員
- 李嘉彥：香港YouTube組合JFFT成員。
- 唐麗球：前香港女演員[16]

## 外部連結
- 官方网站